# RIVER (漫画家)
RIVER（リバー、1972年6月22日 - ）は、台湾の漫画家。台中市在住。ほとんどの作品がフルカラーの4コマ漫画で、その多くがインターネット上（特にyahooなどのポータルサイト）で発表されている。アニメ絵調の作風で内容は下ネタ・暴力的な物も少なくないが、台湾では人気の高い漫画家である。
作中にしばしば日本風の名前を持つ人物が登場する。また、日本のアニメ・プロレス・コギャルがネタとしてしばしば登場する。

## 代表作
- OL蔡桃桂
  - y ahoo奇摩（台湾のyahoo）にて、2003年6月16日より連載中。連載中のブログ単行本は現在第3集まで出版。
- RIVER's 543
  - 新浪網（sina.com）にて連載中。連載中のブログ単行本は現在第9集まで出版。
- 奇摩高校
  - y ahoo奇摩にて連載されていたが、2003年6月13日連載終了。第3集まで出版。